# Thunnus orientalis
Il tonno del Pacifico o tonno oceanico (Thunnus orientalis Temminck e Schlegel, 1844) è un pesce osseo marino della famiglia Scombridae.

## Descrizione
L'aspetto esteriore di questo pesce è indistinguibile da quello del tonno rosso, il quale è però diffuso solo nell'oceano Atlantico. Misura fino a 300 cm di lunghezza, la taglia media è però attorno ai 200 cm. Il peso massimo noto è di 450 kg.

## Distribuzione e habitat
È diffuso nell'oceano Pacifico soprattutto nella parte settentrionale, dall'Alaska alla Baja California sul lato americano e dall'isola russa di Sachalin alle Filippine settentrionali su quello asiatico. Nell'Emisfero Australe è stata segnalata in Australia, Papua Nuova Guinea e, più regolarmente, in Nuova Zelanda. Si tratta di un pesce pelagico che raggiunge una profondità massima di 200 metri. Normalmente però si trattiene nella zona epipelagica. Si avvicina stagionalmente alle coste. Effettua migrazioni verso nord in estate.

## Biologia
Vive fino a 15 anni. È una specie gregaria che può formare banchi misti con altri tonni.

### Alimentazione
Carnivoro. Si nutre prevalentemente di piccoli pesci di banco e cefalopodi, in misura minore di granchi e organismi sessili del benthos.

### Riproduzione
Si riproduce in primavera ed estate. La maturità sessuale viene raggiunta a 150 cm di lunghezza e 60 kg di peso, a un'età di circa 5 anni.

## Pesca
Si tratta di una specie molto importante per la pesca professionale; viene catturato con reti da posta, reti da circuizione e lenze a traina. Interessa anche la pesca sportiva. Molti individui catturati con le reti da circuizione, tecnica che non danneggia molto gli animali, vengono poi allevati in acquacoltura in gabbie galleggianti. Questi esemplari sono poi destinati al mercato giapponese in cui vengono particolarmente apprezzati per la preparazione del sushi e del sashimi.

## Conservazione
A causa dell'intensiva pesca in tutto l'areale la popolazione sta subendo un forte calo e l'IUCN classifica la specie come prossima alla minaccia.